# Том Соєр (фільм, 1936)
«Том Соєр» — радянський дитячо-пригодницький художній фільм 1936 року, знятий режисерами Лазарем Френкелем та Глібом Затворницьким на студії «Українфільм».

## Сюжет
За мотивами однойменного роману Марка Твена. У маленькому містечку Піттсбург, що на березі річки Міссісіпі, живе непосида і фантазер Том Соєр. З ним і його нерозлучним другом Геком Фінном постійно трапляються незвичайні історії.

## У ролях
- Костянтин Кульчицький — Том Соєр
- Микола Кацович — Гекльберрі Фінн
- Вейланд Родд — Джим
- Петро Свєчников — Джо Гарпер
- Микола Успенський — Сід Соєр
- Клавдія Половикова — тітка Поллі
- Євген Самойлов — лікар Робінзон і адвокат Робінзон, брати
- Дмитро Мілютенко — суддя Тетчер
- Емілія Мільтон — вдова Дуглас
- Леонід Кулаков — пастор Піпкінс
- Борис Загорський — Фінн
- Ллойд Петерсон — Джордж

## Знімальна група
- Режисери — Лазар Френкель, Гліб Затворницький
- Сценарист — Микола Шестаков
- Оператор — Юрій Вовченко
- Композитор — Олександр Крейн
- Художники — Олексій Бобровников, Микола Тряскін